# Cibalae banka
Cibalae banka d.d. Vinkovci bila je hrvatska banka sa sjedištem u Vinkovcima. Osnovana je 1961. godine kao Komunalna banka Vinkovci. Poslovala je na području Slavonije. Nudila je klasične bankarske usluge uključujući primanje depozita, odobravanje kredita i poslove sa stranim sredstvima plaćanja.

## Financijski problemi i stečaj
Krajem 1990-ih godina, banka se suočila s ozbiljnim financijskim poteškoćama (značajnu nesolventnost, loše upravljanje i nepravilnosti u poslovanju). HNB je utvrdila da banka nije provela potrebne mjere za sanaciju (npr. dokapitalizaciju i prodaju dionica) unatoč ponovljenim upozorenjima i odobrenim kreditima za likvidnost. Zbog tih problema, HNB je u lipnju 1999. imenovala povjerenika u banku, a nakon što su potencijalni gubici premašili jamstveni kapital, Savjet HNB-a predložio je 2000. godine otvaranje stečajnog postupka. Cibalae banka time je postala prva banka u Hrvatskoj za koju je proveden stečaj, uz prijenos štednje građana i dijela aktive na Zagrebačku banku.
Cibalae banka d.d. i dalje formalno postoji u stečajnom postupku, pod nazivom "Cibalae banka d.d. u stečaju", s matičnim brojem 03300994 i OIB-om 66444799028.

## Bivši nazivi
- Komunalna banka Vinkovci (1961. – 1965.)
- Komercijalna banka Vinkovci (1966. – 1974.)
- OOUR Jugobanka – Sjedište Vinkovci (1974. – 1977.)
- Osnovna banka Jugobanka s p.o. Vinkovci (1977. – 1989.)
- Vinkovačka banka d.d. Vinkovci (1989. – 1993.)
- Cibalae banka d.d. Vinkovci (1993. – 2000.)
- Cibalae banka d.d. u stečaju, Vinkovci (2000. – danas)[1]